# Scutellaria somalensis
Scutellaria somalensis là một loài thực vật có hoa trong họ Hoa môi. Loài này được Thulin mô tả khoa học đầu tiên năm 2005.